# Tom Chase
Pour les articles homonymes, voir Chase.
Tom Chase, né le 6 mars 1965 à Columbus (Ohio), est un acteur pornographique américain spécialisé dans la pornographie gay.

## Biographie
Découvert par le réalisateur John Rutherford, Tom Chase devient l'un des acteurs vedettes du studio Falcon Entertainment dans les années 1990 et 2000. Dans cette maison de production, il est également utilisé par le réalisateur Chi Chi LaRue pour certaines de ses meilleures vidéos. Il est considéré comme « représentant la nouvelle vague des pornos vedettes gaie du nouveau millénaire ».
Doté d'un sexe de dimensions imposantes, il a su en plus négocier le virage des ans dans sa carrière, en jouant de l'évolution de son physique, du jeune homme athlétique et imberbe à l'homme mûr velu et moustachu, toujours d'une grande séduction.
En 2004, il entre au GayVN Awards Hall of Fame pour l'ensemble de sa carrière. Il poursuit encore son activité pendant quelques années, notamment pour COLT Studio Group.

## Filmographie
- 1996 : Backwoods de John Rutherford (Jocks Video)
- 1996 : Cruisin' 3 de John Rutherford (Falcon Entertainment)
- 1996 : The Code of Conduct 1: Stripped et The Code of Conduct 2: Deliverance de John Rutherford, avec Jake Andrews (Falcon Entertainment)
- 1996 : Driven de John Rutherford, avec Jordan Young (Falcon Entertainment)
- 1996 : Heatwave de John Rutherford, avec Adriano Marquez (Falcon Entertainment)
- 1997 : California Kings de John Rutherford, (Falcon Entertainment)
- 1997 : Chasers de Lawrence David, avec Colby Taylor, Jake Andrews (Jocks Video)
- 1998 : The Big Thrill: I Know Who You Did Last Summer de John Rutherford, avec Colby Taylor (Falcon Entertainment)
- 1998 : Fever de John Rutherford, avec Thom Barron, Jeff Palmer (Falcon Entertainment)
- 1998 : Hardbody 2000 de Chi Chi LaRue (Odyssey Men Video)
- 2000 : Fulfilled, avec Kevin Williams (Falcon)
- 2002 : Deep South 1: The Big and the Easy de Chi Chi LaRue et John Rutherford, avec Chris Steele, Jeremy Jordan, Tommy Brandt, Chad Hunt (Falcon Entertainment)
- 2003 : Aftershock de Chi Chi LaRue, avec Colton Ford, Jeremy Jordan (Mustang Studios)
- 2003 : Open House de Rip Colt (COLT Studio Group)
- 2007 : 	Waterbucks 2 de John Rutherford, avec Adam Champ, Carlo Masi (COLT)
- 2007 : Naked Muscles: The New Breed de Kristofer Weston et John Rutherford, avec Adam Champ, Carlo Masi (COLT)
- 2008 : Couples III, avec Brad Patton (COLT)

## Récompenses
- GayVN Awards 1998 : meilleure scène, avec Mike Branson, dans California Kings
- GayVN Awards Hall of Fame 2004